# Bănila pe Siret, Storojineț
Bănila pe Siret, cunoscut și ca Bănila Moldovenească (în ucraineană Банилів-Підгірний, transliterat: Banîliv-Pidhirnîi și în germană Banilla/S. sau Augustendorf) este un sat reședință de comună în raionul Storojineț din regiunea Cernăuți (Ucraina). Are 4,012 locuitori, preponderent ucraineni.
Satul este situat la o altitudine de 438 metri, se află pe malul râului Siretul Mic, în partea de vest a raionului Storojineț. Are un sol fertil, fiind un sat de agricultori.

## Istorie
Localitatea Bănila pe Siret a făcut parte încă de la înființare din regiunea istorică Bucovina a Principatului Moldovei. În ianuarie 1775, ca urmare a atitudinii de neutralitate pe care a avut-o în timpul conflictului militar dintre Turcia și Rusia (1768-1774), Imperiul Habsburgic (Austria de astăzi) a primit o parte din teritoriul Moldovei, teritoriu cunoscut sub denumirea de Bucovina.   
După anexarea Bucovinei de către Imperiul Habsburgic în anul 1775, localitatea Bănila pe Siret a făcut parte din Ducatul Bucovinei, guvernat de către austrieci, făcând parte din districtul Storojineț (în germană Storozynetz). Conform datelor din Arhiva de Stat a regiunii Cernăuți, în anul 1894, în districtul Cernăuți urban din cele 15 școli primare existente 12 aveau ca limbă de predare româna (o școală – numai româna, 11 – româna alături de cea germană, ruteană sau poloneză), iar școlile din Bănila Moldovenească, Broscăuții Noi, Broscăuții Vechi, Corcești și Davideni din districtul Storojineț aveau ca limbă de predare româna . 
După Unirea Bucovinei cu România la 28 noiembrie 1918, satul Bănila pe Siret a făcut parte din componența României, în Plasa Flondoreni a județului Storojineț. Pe atunci, majoritatea populației era formată din români. Satul avea o importanță industrială în județ, aici funcționând o fabrică de unt și una de mobilă. În perioada interbelică, ființa în sat Asociația Culturală "Frăția", iar Casa Asigurărilor Sociale din Cernăuți dispunea de servicii medicale în comună .
Ca urmare a Pactului Ribbentrop-Molotov (1939), Bucovina de Nord a fost anexată de către URSS la 28 iunie 1940. Bucovina de Nord a reintrat în componența României în perioada 1941-1944. La 4 iulie 1941, Armata Română reintră în comună, unde localnicii, sub conducerea primarului Moscaliu și a unui oarecare Burbaza, ucid 15 evrei, dintre care făceau parte, bătrânul M. Satran, un orb în vârstă de 80 de ani, Jacob Fleischer și Jacob Brecher împreună cu fiica sa. Corpul lui Brecher a fost tăiat în bucăți, iar cu sângele lui s-au uns osiile căruțelor. Văzând asemenea sălbăticii, preotul Ștefanovici al parohiei din Bănila a refuzat a doua zi (duminica) să intre în biserică. El a declarat enoriașilor săi: „Mi-e rușine să intru în biserică, când coreligionarii mei s-au dedat la crime... Rușine”. Tot la Bănila, doctorul Salzberg a fost silit să părăsească locul în care era deținut pentru a da ajutor la o naștere foarte grea. „Drept răsplata, tatăl lehuzei, Ciornei, l-a maltratat groaznic, apoi un locotenent a tras asupra lui focuri de revolver. Totuși, a scăpat cu viață. A încercat apoi – reîntors în lagăr – să se sinucidă, însa n-a reușit” .
Bucovina de Nord a fost reocupată de către URSS în anul 1944 și integrată în componența RSS Ucrainene. Școala cu predare în limba română din satul Bănila pe Siret a fost închisă de către autoritățile sovietice după cel de-al doilea război mondial.
Începând din anul 1991, satul Bănila pe Siret face parte din raionul Storojineț al regiunii Cernăuți din cadrul Ucrainei independente. Conform recensământului din 1989, numărul locuitorilor care s-au declarat români plus moldoveni era de 467 (449+18), adică 12,58% din populația localității . În prezent, satul are 4.012 locuitori, preponderent ucraineni.

## Demografie
Componența lingvistică a comunei Bănila pe Siret
     Ucraineană (97,58%)
     Română (1,34%)
     Alte limbi (1,02%)
Conform recensământului din 2001, majoritatea populației comunei Bănila pe Siret era vorbitoare de ucraineană (97,58%), existând în minoritate și vorbitori de română (1,34%).
1930: 6.845 (recensământ)
1989: 3.711 (recensământ)
2007: 4.012 (estimare)

### Recensământul din 1930
Componența etnică a comunei Bănila pe Siret (județul Storojineț)
     Români (53,17%)
     Germani (5,5%)
     Evrei (10,03%)
     Ruteni (11,14%)
     Polonezi (16,97%)
     Ruși (1,21%)
     Cehi/Slovaci (1%)
     Altă etnie (0,95%)
Componența confesională a comunei Bănila pe Siret
     Ortodocși (65,87%)
     Romano-catolici (23,34%)
     Mozaici (10,05%)
     Altă religie (0,74%)
Conform recensământului efectuat în 1930, populația comunei Bănila pe Siret se ridica la 6.845 locuitori. Majoritatea locuitorilor erau români (53,17%), cu o minoritate de germani (5,50%), una de evrei (10,03%), una de ruteni (11,14%), una de ruși (1,21%), una de polonezi (16,97%) și una de cehi\slovaci (1,0%). Alte persoane s-au declarat: sârbi\croați\sloveni (3 persoane) și armeni (1 persoană). Din punct de vedere confesional, majoritatea locuitorilor erau ortodocși (65,87%), dar existau și romano-catolici (23,34%) și mozaici (10,05%). Alte persoane au declarat: greco-catolici (4 persoane), evanghelici\luterani (10 persoane), baptiști (30 de persoane) și fără religie (6 persoane).

## Personalități născute aici
- Viorica Viscopoleanu (n. 1939), atletă.